# モデルニスモ
モデルニスモまたはモデルニズモ（Modernismo）またはモダニスモ様式。
- モデルニスモ（Modernismo） - スペイン語およびポルトガル語で芸術様式のモダニズム（あるいはアール・ヌーヴォー）またはカトリック教会の近代主義のこと。
- モデルニスモ（Modernismo） - カタルーニャ地方の芸術様式。本項で詳述する。
- モデルニスモ（Modernismo） - ルベン・ダリオを代表とするスペイン語圏のラテンアメリカ文学の運動。モデルニスモ文学を参照。

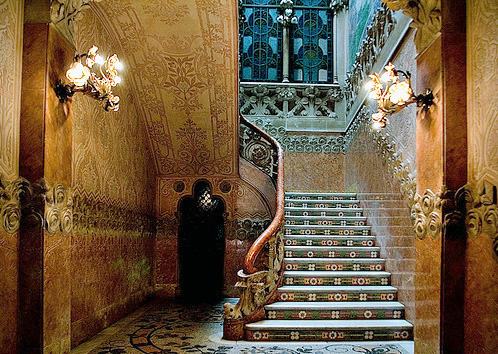
ドゥメナク・イ・ムンタネー作のナバス邸

モデルニスモ（カタルーニャ語：Modernisme 発音: [muðərˈnizmə] ムダルニズマ）またはカタルーニャ・モデルニスモ（カタルーニャ語：Modernisme català ムダルニズマ・カタラー、カスティーリャ語：Modernismo catalán モデルニスモ・カタラン）またはモダニスモ様式は、スペインのバルセロナを中心としたカタルーニャ地方で19世紀末から20世紀初頭に流行した、フランスのアール・ヌーボーと類似した芸術様式をいう。
ルネッサンス文化の批判という時代背景のなかで、放物線や鍾乳洞の曲線、赤、青、緑、金という自然の色彩を取り入れた新しい建築で、ガウディによるサグラダ・ファミリアやカサ・ミラはその代表作。
　

## 詳細

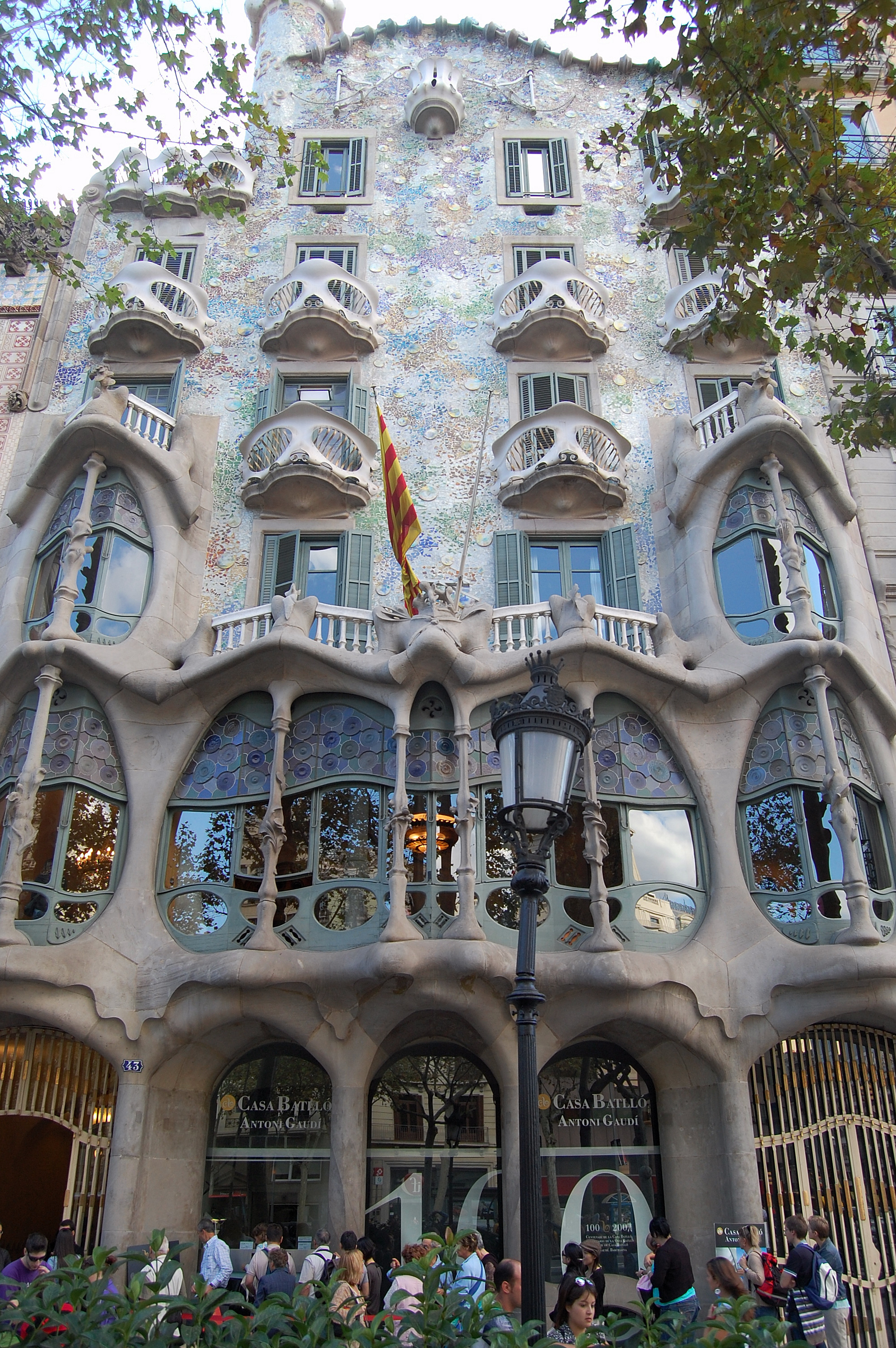
ガウディのバトリョ邸

アール・ヌーボーなどの新しい芸術様式がヨーロッパで盛んだった頃、スペインでは他のヨーロッパ諸国に先駆けて産業革命を終え、カタルーニャ地方のバルセロナでモデルニスモが流行する。曲線の使用や華やかな装飾性などアール・ヌーボーの特徴を持つことからカタルーニャ版アール・ヌーボーと呼ばれることもある。さらに、カタルーニャの19世紀における繁栄は、隆盛を極めた中世の復興によるものであると、文芸復興運動カタルーニャ・ラナシェンサ（＝ルネサンス、Renaixençam、レナシェンサとも「再生」を意味する。）が起きる。そしてこの地の民族主義的な伝統に対する関心の高まりと共にモデニスモは独自の展開を見せる。
建築においてもラナシェンサの表現として中世主義建築が現れ、新たな表現の建築様式を求めてモデルニスモの建築が登場する。アントーニ・ガウディー（1852-1926）やその師でもあるリュイス・ドゥメナク・イ・ムンタネー（1849-1922）等カタルーニャの建築家達はアール・ヌーボーからの強い影響を受けながら、南フランス及び北アフリカのイスラーム建築を研究し、伝統的なムデハル様式を加えた独特なスタイルを築いていった。
バルセロナ市街区の一つに、モデルニスモ建築三巨匠のドメネク、ガウディ、プーチの作品が並んでいる。周囲を道で囲まれた街区ブロックのことをスペイン語でマンサナといい、リンゴの意味もあることから「不和のリンゴ」という。その街区に向かって右端にガウディが改築をデザインしたパトリョ邸、左端にドメネクがデザインのレオ・モレラ邸、両作品に挟まれてプーチの設計したアマトリエ邸が1900年に新築された。その2、3年後に左右の建物が改築されて、今日に至っている。バルセロナ一格式の高いグラシア通りに軒を連ねている。

## モデルニスモの芸術家
- アントニ・ガウディ（1852-1926）
- リュイス・ドゥメナク・イ・ムンタネー（Lluís Domènech i Montaner、1849-1923）
- ジュゼップ・プッチ・イ・カダファルク（en:Josep Puig i Cadafalch、1867-1956）
- ジュゼップ・マリア・ジュジョール
- ラモン・カザス（Ramon Casas i Carbó）